# پیتر فاکس (بازیکن فوتبال)
پیتر فاکس (انگلیسی: Peter Fox؛ زادهٔ ۵ ژوئیهٔ ۱۹۵۷) بازیکن فوتبال اهل بریتانیا است.
از باشگاه‌هایی که در آن بازی کرده‌است می‌توان به باشگاه فوتبال شفیلد ونزدی، باشگاه فوتبال استوک سیتی، باشگاه فوتبال بارنزلی، باشگاه فوتبال اکستر سیتی، باشگاه فوتبال لینفیلد، و باشگاه فوتبال ورکسام اشاره کرد.